# Joy (sångare)
Park Soo-young (hangul: 박수영), mer känd under artistnamnet Joy (hangul: 조이), född 3 september 1996 i Jeju, är en sydkoreansk sångerska och skådespelare.
Hon har varit medlem i den sydkoreanska tjejgruppen Red Velvet sedan gruppen debuterade 2014. Som skådespelare hade hon sin första stora roll som en av huvudkaraktärerna i TV-dramat The Liar and His Lover som sändes på tvN år 2017.

## Diskografi

### Singlar
| År   | Titel                              | Topplacering          |
| År   | Titel                              | Sydkorea (Gaon Chart) |
| ---- | ---------------------------------- | --------------------- |
| 2016 | "Young Love" (med Sungjae)         | 52                    |
| 2016 | "Always In My Heart" (med Seulong) | 10                    |
| 2016 | "First Christmas" (med Doyoung)    | —                     |

### Soundtrack
| År   | Titel                         | Topplacering          | Serie                  |
| År   | Titel                         | Sydkorea (Gaon Chart) | Serie                  |
| ---- | ----------------------------- | --------------------- | ---------------------- |
| 2017 | "Yeowooya"                    | 43                    | The Liar and His Lover |
| 2017 | "I'm Okay" (med Lee Hyun-woo) | 85                    | The Liar and His Lover |
| 2017 | "Your Days"                   | —                     | The Liar and His Lover |
| 2017 | "Shiny Boy"                   | —                     | The Liar and His Lover |
| 2017 | "Waiting for You"             | —                     | The Liar and His Lover |
| 2017 | "The Way to Me"               | —                     | The Liar and His Lover |

## Filmografi

### TV-drama
| År   | Titel                  | Kanal         | Roll        |
| ---- | ---------------------- | ------------- | ----------- |
| 2016 | Descendants of the Sun | KBS2          | cameoroll   |
| 2017 | The Liar and His Lover | tvN           | Yoon So-rim |
| 2017 | Some Guy               | Naver TV Cast | cameoroll   |